# Break Point
Break Point är en brittisk-amerikansk sport- och dokumentärserie vars första säsong hade premiär på Netflix den 13 januari 2023. Första säsongen bestod av 10 avsnitt. Andra säsongen hade premiär den 10 januari 2024.

## Handling
Serien följer ett antal framgångsrika tennisspelare, såväl kvinnliga som manliga, i deras jakt på Grand Slam-turneringsvinster.

## Medverkande (i urval)
- Félix Auger-Aliassime
- Matteo Berrettini
- Taylor Fritz
- Thanasi Kokkinakis
- Nick Kyrgios
- Casper Ruud
- Stefanos Tsitsipas
- Paula Badosa
- Ons Jabeur
- Maria Sakkari
- Ajla Tomljanovic